# Bolbonectes intermedius
Bolbonectes intermedius is een keversoort uit de familie Coptoclavidae. De wetenschappelijke naam van de soort is voor het eerst geldig gepubliceerd in 1987 door Ponomarenko.